# Casaleia
Casaleia este un gen dispărut de furnici din subfamilia Formicid Amblyoponinae descrisă de Pagliano și Scaramozzino în 1990 din fosilele găsite în Europa. Genul conține patru specii datând de la Eocen la Miocen, Casaleia eocenica, Casaleia inversa, Casaleia longiventris', Casaleia orientalis.